# Archaeosyodon praeventor
Archaeosyodon praeventor è un terapside estinto, appartenente ai dinocefali. Visse nel Permiano medio (Kazaniano, circa 265 milioni di anni fa) e i suoi resti fossili sono stati ritrovati in Russia. 

## Descrizione
Questo animale è noto solo grazie a un cranio parziale; tuttavia, una ricostruzione è possibile confrontando questo resto con i fossili di animali simili. Il cranio, lungo circa 30 centimetri, era massiccio e piuttosto alto, e la superficie della mascella era ornamentata. Il margine dorsale delle orbite e la regione frontoparietale era fortemente ispessita, mentre le aperture temporali erano larghe e posizionate dorsalmente.
Il palato era di foggia primitiva, soprattutto per quanto riguardava la disposizione dei denti palatali e la posizione anteriore di coane corte e profonde. Le ossa palatine e le flange dello pterigoide erano equipaggiate con numerosi denti, e anteriormente erano presenti due canini superiori corti e ricurvi. Si suppone che la lunghezza di Archaeosyodon dovesse essere compresa tra 1,5 e 2 metri.

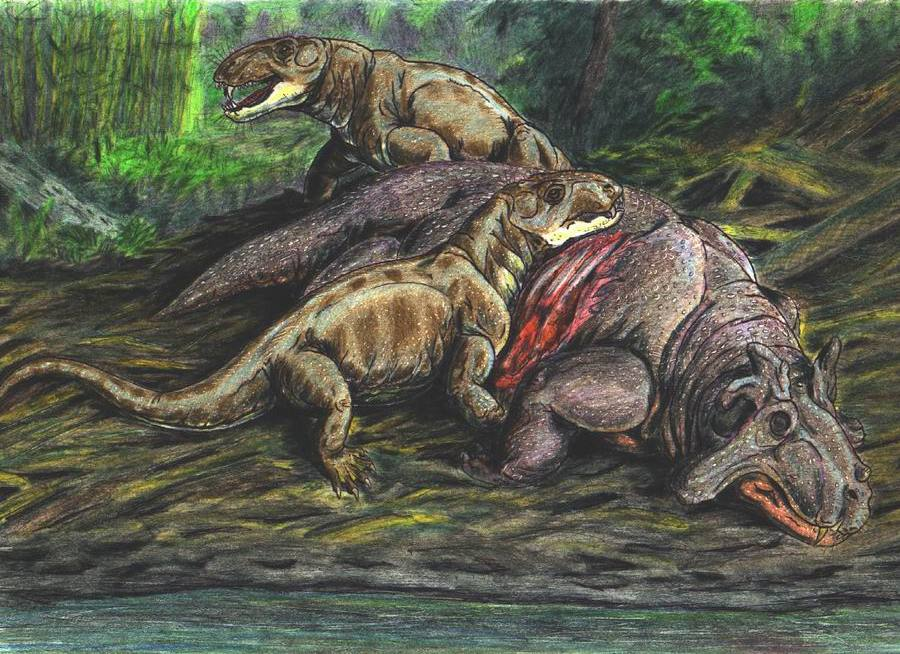
Ricostruzione di due Archaeosyodon che si cibano di Estemmenosuchus

## Classificazione
Archaeosyodon praeventor è stato descritto per la prima volta da Tchudinov nel 1960, sulla base di un cranio parziale ritrovato nella zona di Ezhovo, nella provincia di Perm in Russia. Le caratteristiche primitive del cranio spinsero Tchudinov a coniare il nome Archaeosyodon (ovvero "antico Syodon"), con riferimento alla presunta discendenza da questo animale di altri terapsidi primitivi, i siodontidi. Questa famiglia, nota anche come britopodidi, è rappresentata da numerose forme russe del Permiano. Archaeosyodon potrebbe rappresentare tuttavia un primitivo membro dei titanosuchidi, un altro gruppo di terapsidi dinocefali, tipici però del Sudafrica.